# Parc national de la vallée de Valbona
Pour les articles homonymes, voir Valbona (homonymie).
Le parc a été regroupé avec le parc national de Thethi et la réserve naturelle de Gashi pour former le parc national des Alpes albanaises.
Le parc national de la vallée de Valbona (Lugina e Valbones) est situé au nord de l'Albanie à la frontière avec le Monténégro. Couvrant une superficie de 80 km2, il est déclaré parc national en 1996. Il englobe la rivière Valbona et ses environs avec un terrain montagneux, des paysages alpins, des sources glaciaires, des dépressions profondes, diverses formations rocheuses, des cascades et la vallée de Valbona avec ses conifères et forêt de feuillus. Il se caractérise par ses régions très reculées qui ont un vaste écosystème préservé resté principalement intact.

## Description
La superficie du parc, fondé en 1996, est de 80 km2. L'altitude du parc, qui fait partie des Alpes dinariques, varie entre 400 mètres et 2 692 mètres. Le parc est bordé par le parc national de Thethi à l’est et le parc national de Lumi I Gashit à l’ouest,.
Le parc, traversé par la rivière Valbona, est situé à environ 20 km au sud de la municipalité monténégrine de Plav où l’on trouve le lac de Plav.
On trouve plusieurs grottes dont la grotte de Dragobia où sont situés les restes du « héros national » Bajram Curri.

## Faune et flore
Le parc fait partie de la dizaine de parcs nationaux de l’Albanie. On y trouve de nombreuses espèces endémiques. Parmi les espèces végétales, on peut citer le pin de Bosnie, le pin sylvestre, l’épicéa commun, le hêtre européen, le saule fragile, le genévrier (Juniperus foet idissima), l’achillée (Achillea grand iflora), et le scrophulaire (Scrophularia balcanica).
Les ours bruns, les loups gris, les lynx, les chevreuils, les chamois et les chèvres sauvages sont les principaux grands mammifères du parc. 145 espèces d'oiseaux ont été recensées, dont de nombreux oiseaux de proie : aigle royal, aigle botté, vautour percnoptère, épervier, faucon lanier, faucon sacre, faucon pèlerin et guêpier. Le parc abrite sept espèces de chouettes, comme la chouette effraie, le hibou grand-duc, le hibou nain, la chouette hulotte et le hibou moyen-duc. L'avifaune du parc comprend également l'accenteur alpin, le grand cormoran, le héron cendré, la perdrix bartavelle, le grand gravelot, le pigeon colombin, le coucou gris et le loriot eurasien.

## Tourisme
Le parc est réputé pour sa fameuse randonnée entre Valbonë et Thethi, qui lie les deux parcs nationaux. La randonnée est de 12.5 kilomètres. L'ascension via le Valbonë Pass se réalise sur la journée en 6-7h de marche. Il y a 800 mètres de dénivelé ascendant et 1000 mètres descendant pour rejoindre Thethi. Quatre villages sont situés dans le parc (Dragobi, Valbonë, Cerem et Rragam) avec 852 habitants. Tous ces facteurs créent des conditions plus favorables à la coexistence et au développement socioéconomique. L'air pur, les sommets élevés et caractéristiques des montagnes, les lacs, les nombreuses ressources en eau, les forêts, les montagnes, la flore et la faune sont les conditions d'un écotourisme rentable.

## Galerie

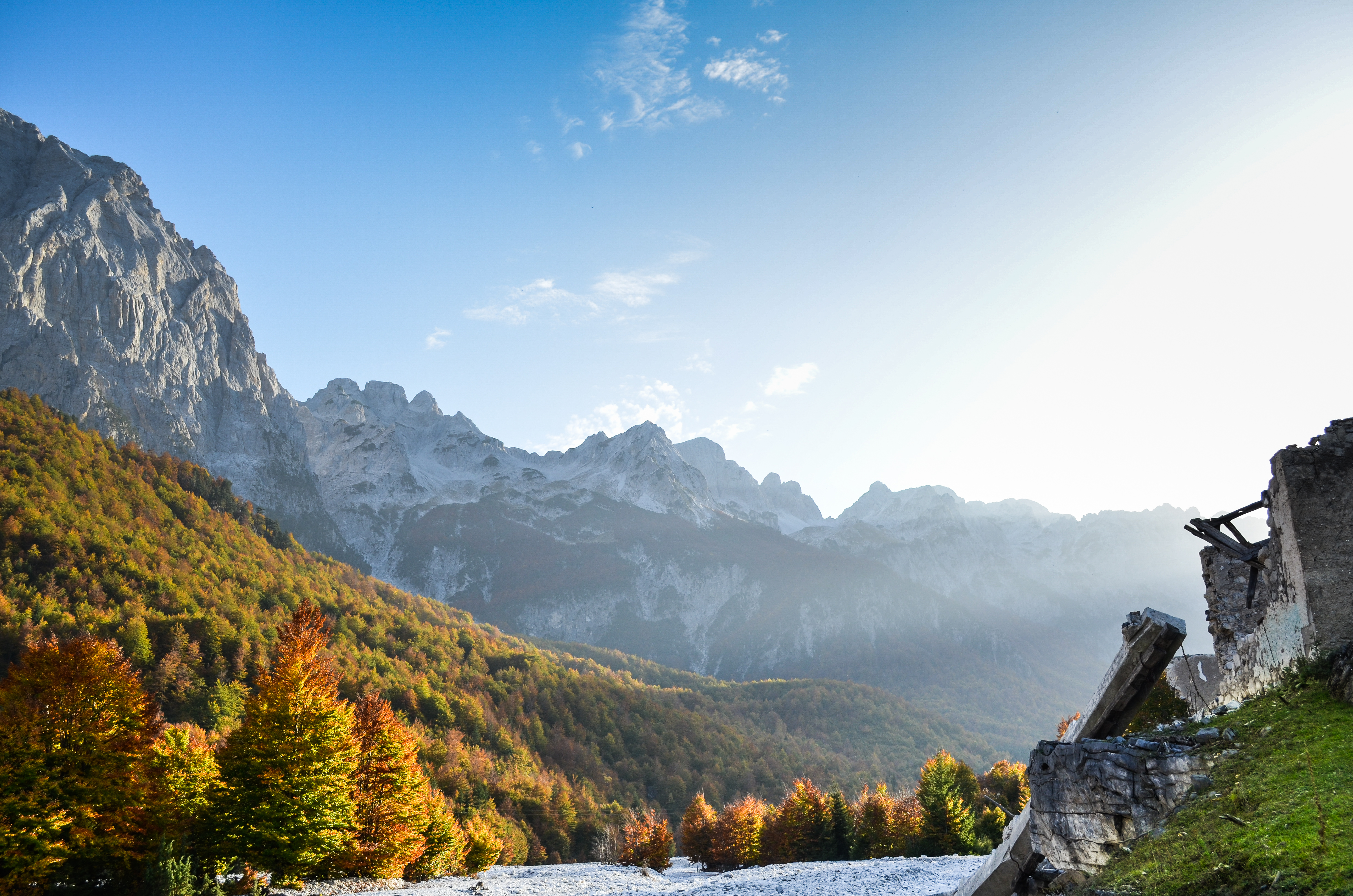
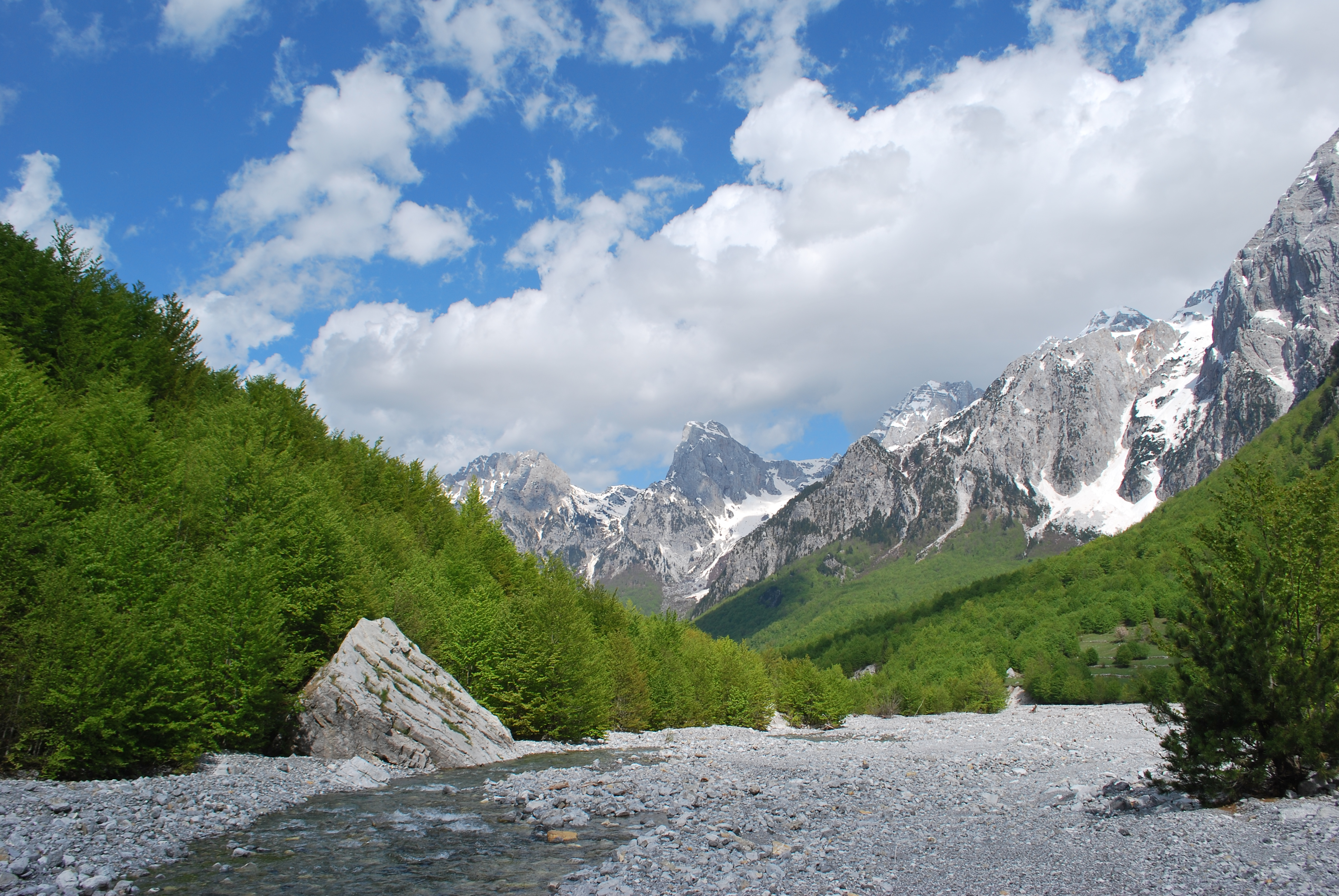
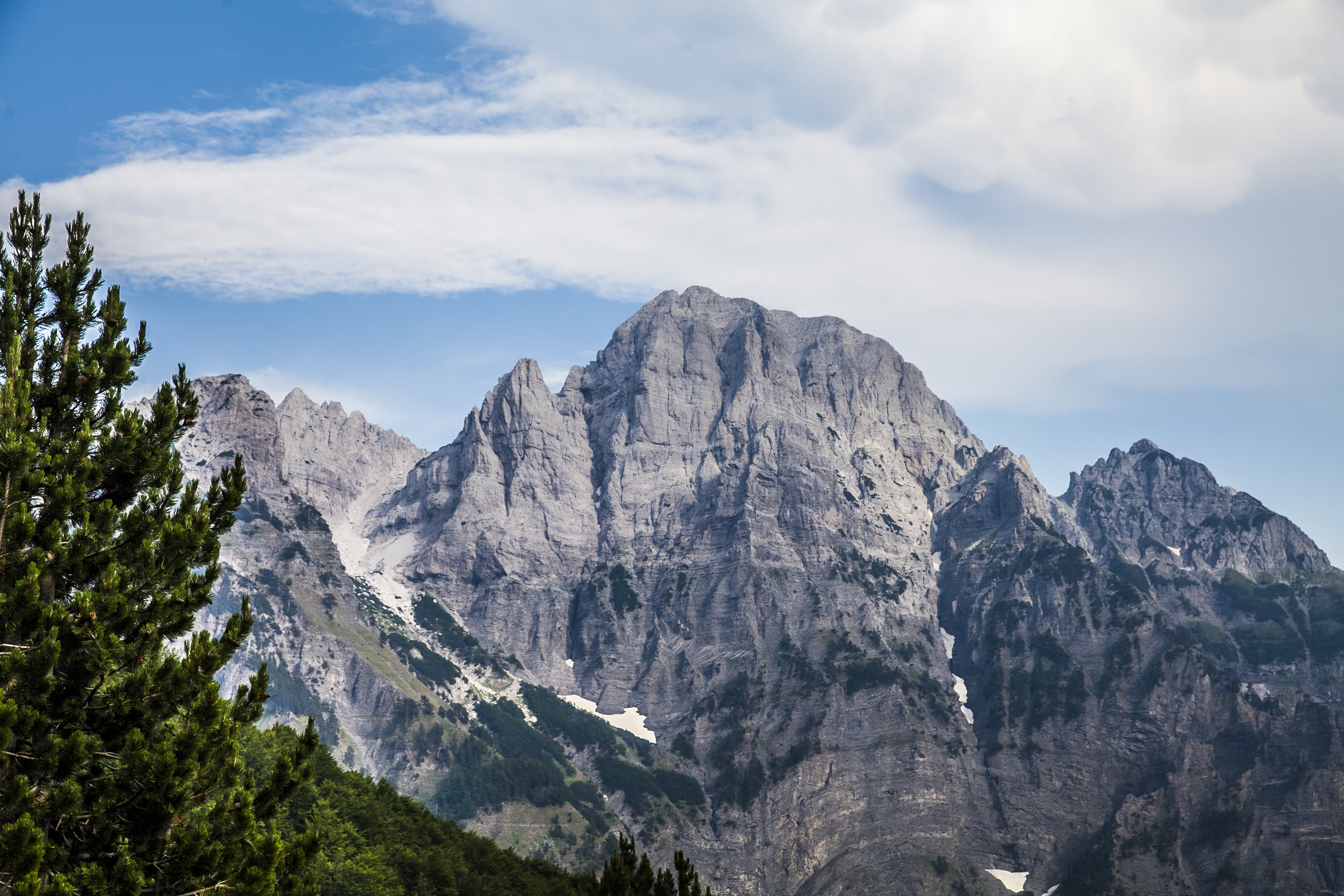
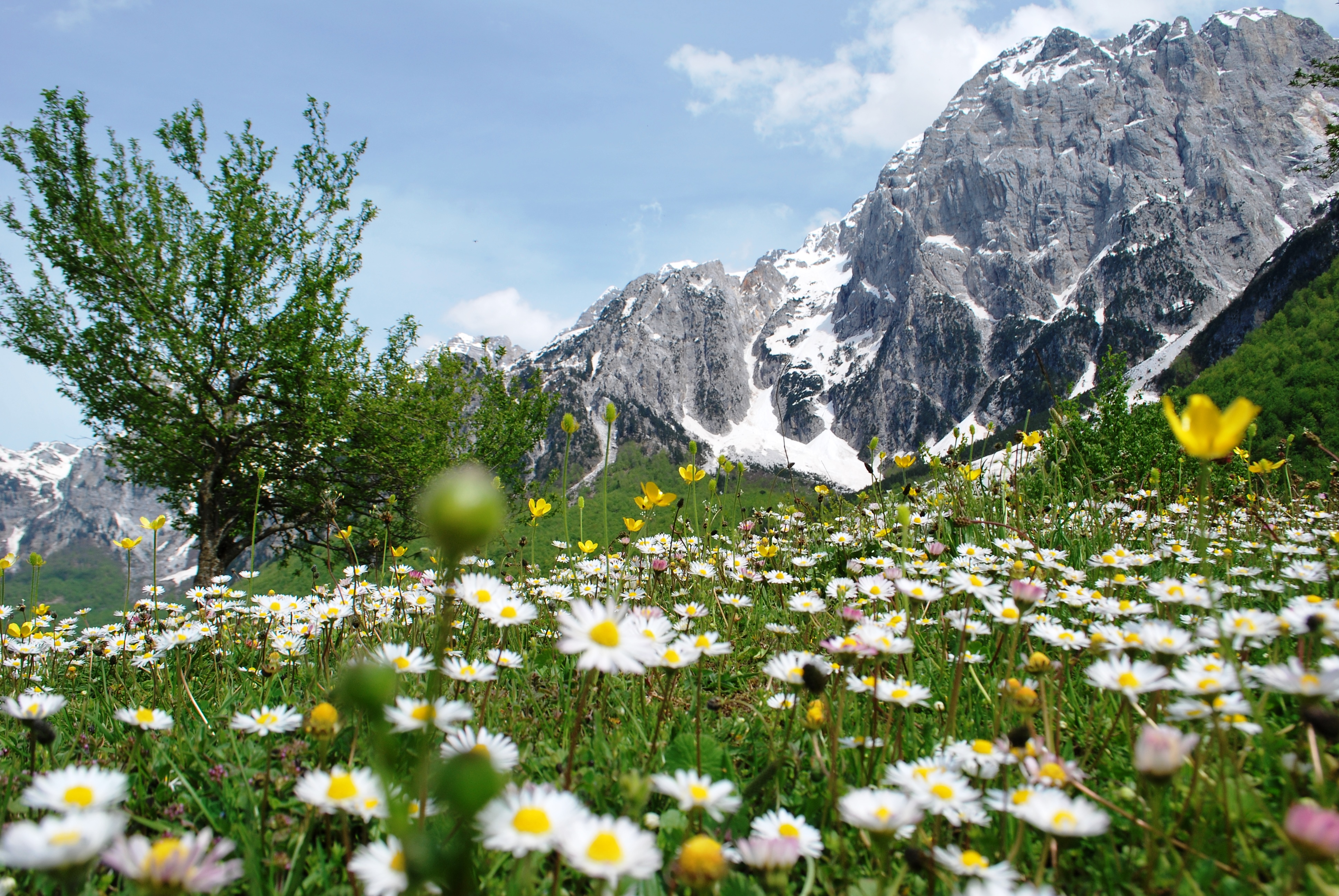
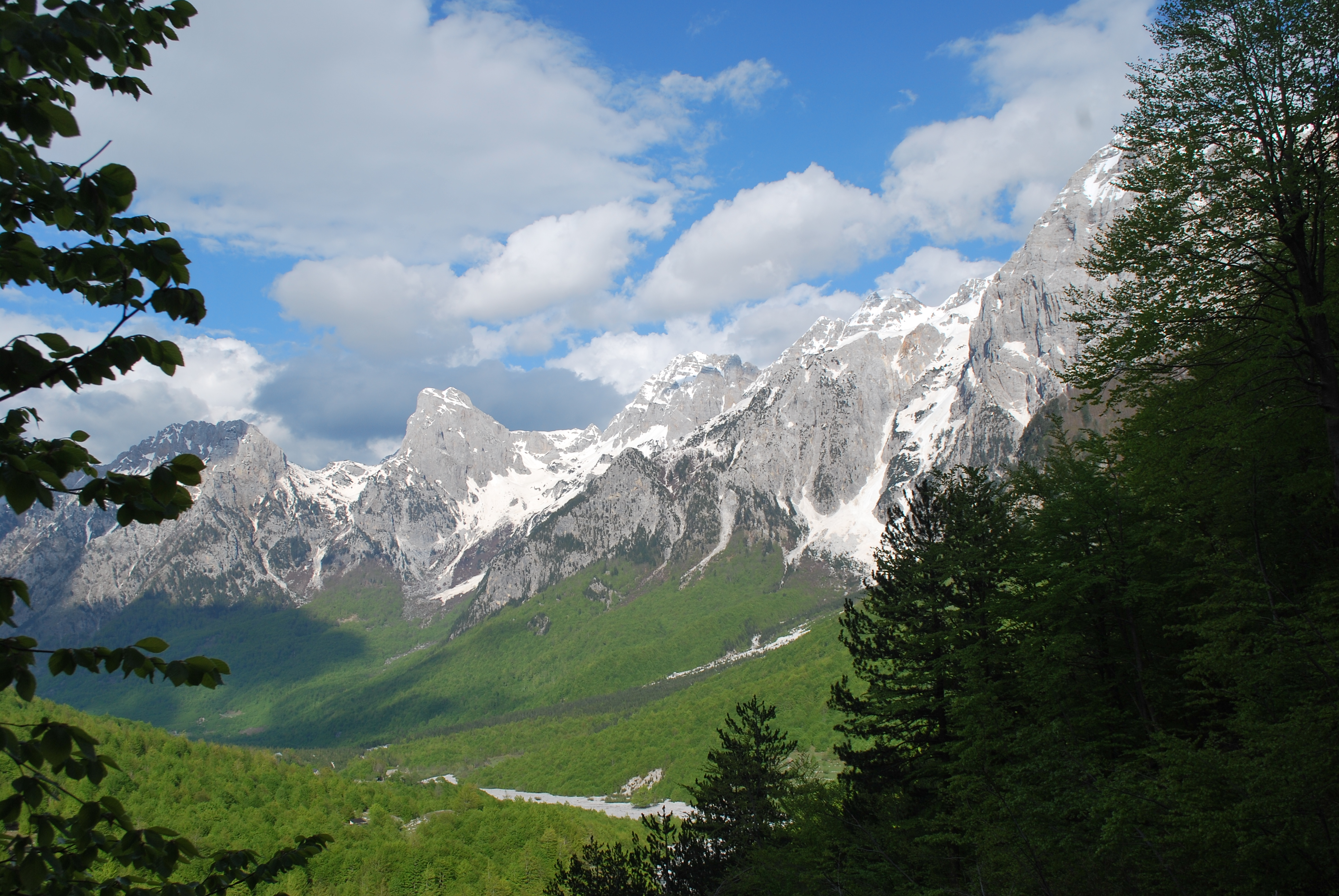
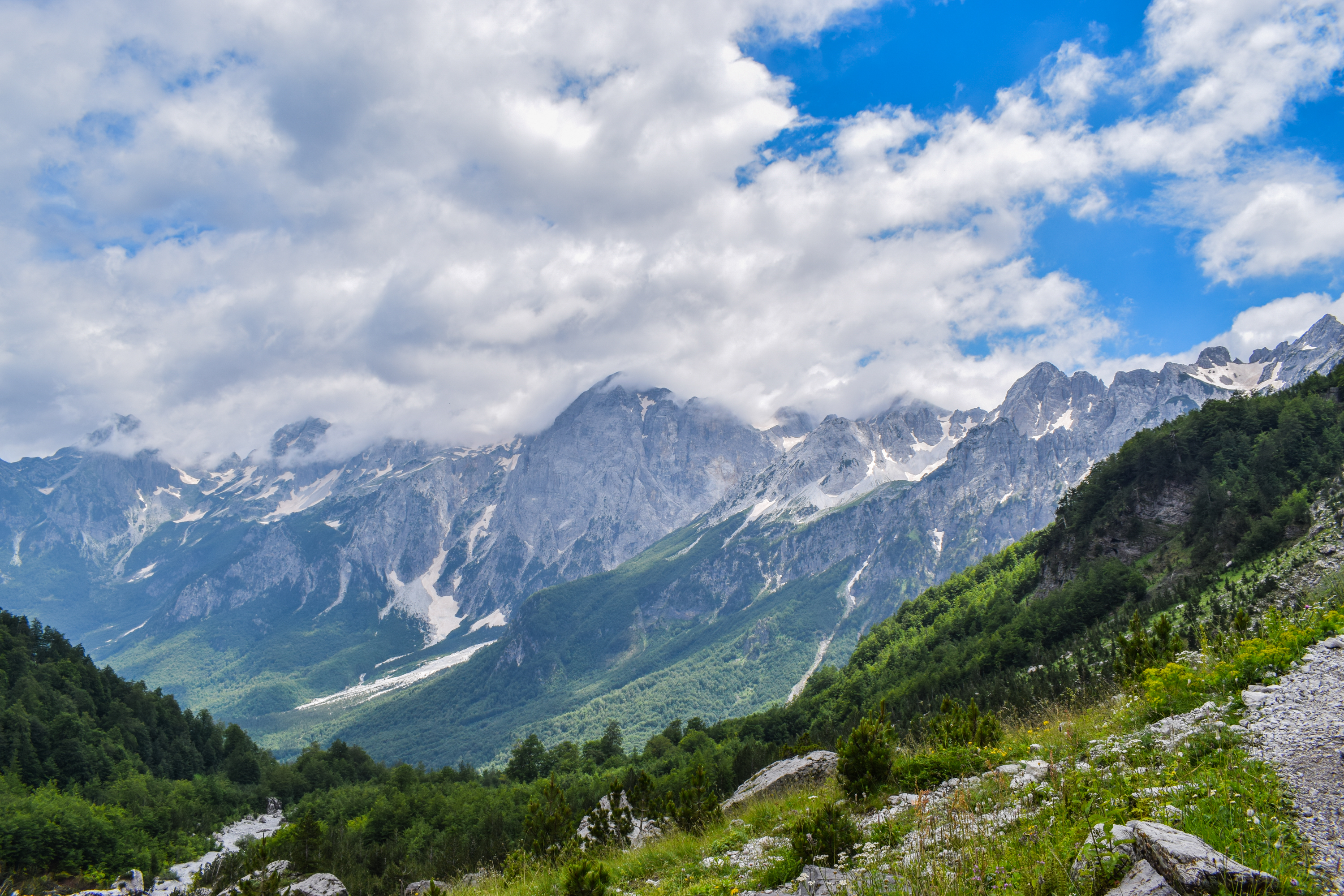
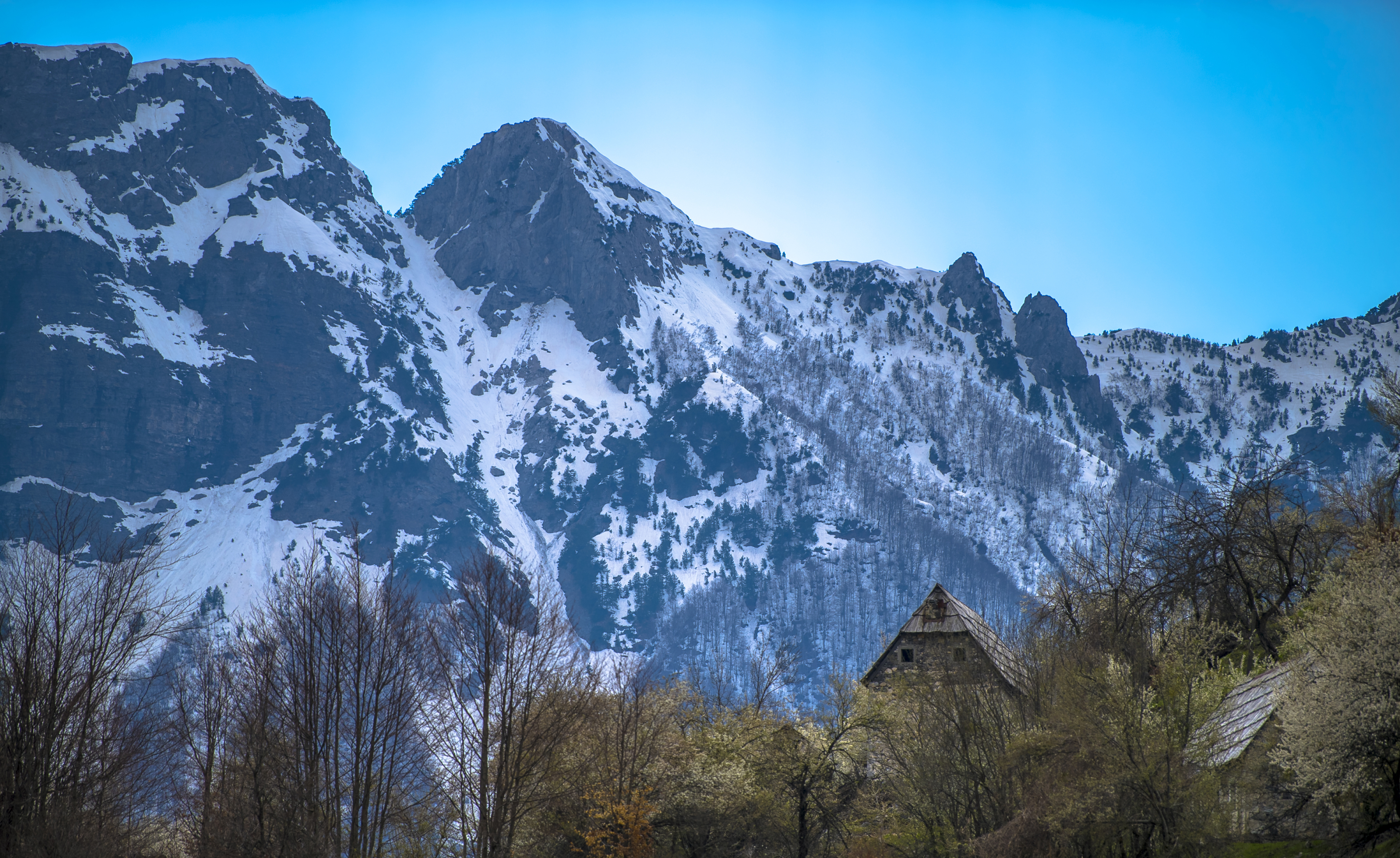
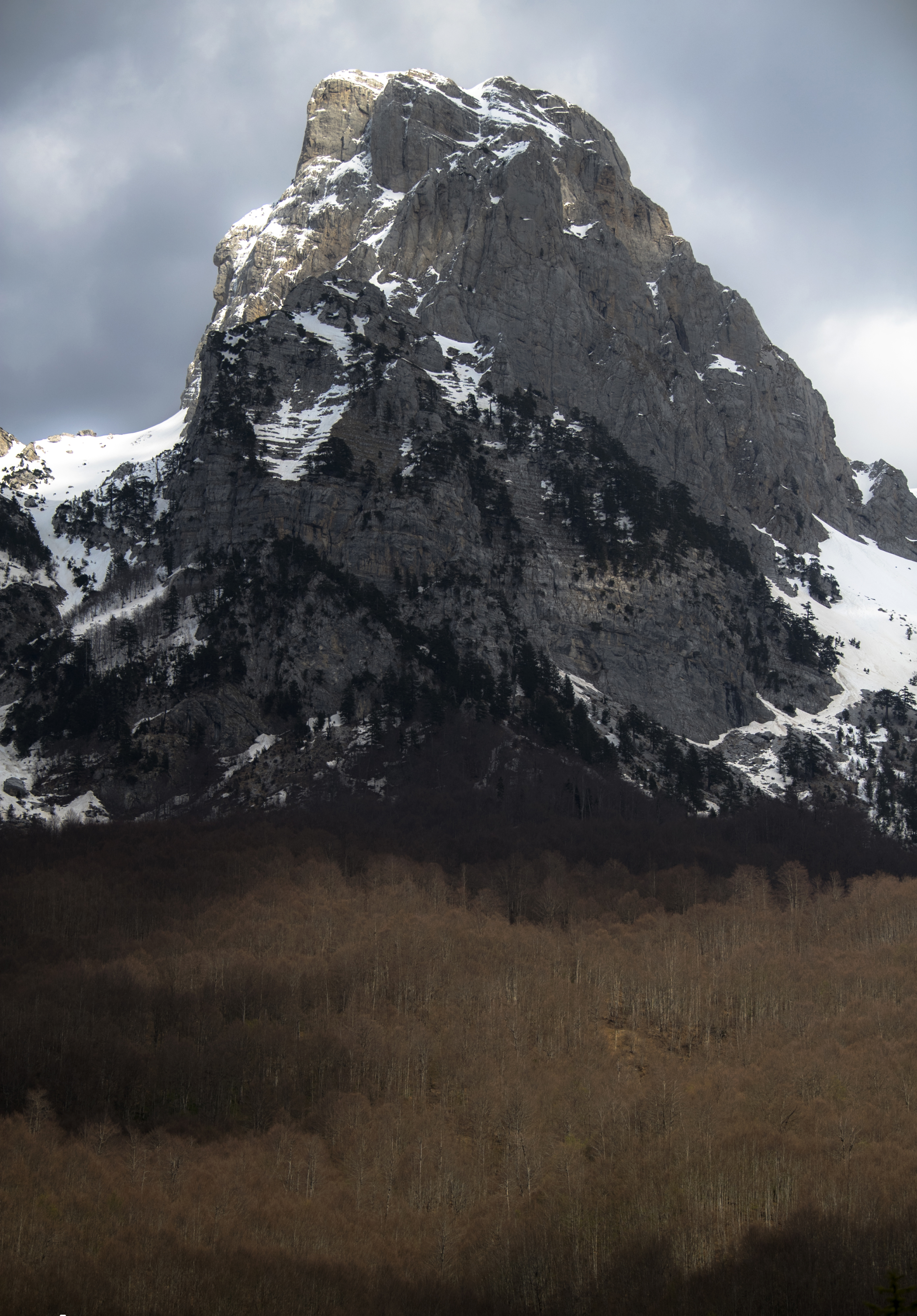